# Олдбой (фільм, 2013)
«Олдбой» (англ. Oldboy, себто «Випускник») — американський драматичний бойовик режисера Спайка Лі (був також продюсером), що вийшов 2013 року. У головних ролях Джош Бролін, Елізабет Олсен, Шарлто Коплі, Семюел Л. Джексон. Стрічка є рімейком однойменного південно-корейського фільму (2003).
Сценаристом був Марк Протосевич, продюсерами — Даґ Девісон і Рой Лі.
Вперше фільм показали 11 листопада 2013 року у Нью-Йорку, США. В Україні прем'єра фільму запланована на 5 грудня 2013 року.

## Сюжет
Джо Дусетт звичайний американець: він працівник рекламної агенції, у нього сім'я. Проте одного разу Джо прокидається у маленькій кімнатці з телевізором. Він не пам'ятає як сюди потрапив, чому і хто його катує, тому Джо вирішує тренуватися. Через 20 років він прокидається на галявині, не пам'ятаючи як він туди потрапив. Тепер Джо вирішує знайти свого кривдника.

## У ролях
| Актор             | Ім'я персонажа                                             | Опис                         |
| ----------------- | ---------------------------------------------------------- | ---------------------------- |
| Джош Бролін       | Джо Дусетт (англ. Joe Doucett)                             | працівник рекламної агенції  |
| Елізабет Олсен    | Марі Себастіан (англ. Marie Sebastian)                     | медсестра                    |
| Шарлто Коплі      | Незнайомець / Едріан Прайс (англ. Stranger / Adrian Pryce) |                              |
| Семюел Л. Джексон | Чейні (англ. Chaney)                                       | власник старої фабрики       |
| Майкл Імперіолі   | Чакі (англ. Chucky)                                        | друг Джо, власник бару       |
| Пом Клементьєв    | Хенг-Бок (англ. Haeng-bok)                                 | тілоохоронець Едріана Прайса |
| Ленс Реддік       | Деніел Ньюкомб (англ. Daniel Newcombe)                     |                              |
| Ганна Вейр        | Донна Готорн (англ. Donna Hawthorne)                       |                              |
| Ганна Саймон      | Стефані Лі (англ. Stephanie Lee)                           |                              |
| Рамі Малек        | Браунінг (англ. Browning)                                  |                              |

## Сприйняття

### Критика
Фільм отримав змішано-негативні відгуки: Rotten Tomatoes дав оцінку 43 % на основі 99 відгуків від критиків (середня оцінка 5,3/10) і 48 % від глядачів із середньою оцінкою 3,1/5 (16,318 голосів). Загалом на сайті фільми має негативний рейтинг, фільму зарахований «гнилий помідор» від кінокритиків і «розсипаний попкорн» від глядачів, Internet Movie Database — 4,6/10 (2 369 голосів), Metacritic — 50/100 (38 відгуків критиків) і 3,7/10 від глядачів (31 голос). Загалом на цьому ресурсі від критиків фільм отримав змішані відгуки, а від глядачів — негативні.

### Касові збори
Під час показу у США, що почався 27 листопада 2013 року, протягом першого тижня фільм був показаний у 583 кінотеатрах і зібрав 850,000 $, що на той час дозволило йому зайняти 17 місце серед усіх прем'єр. Станом на 1 грудня 2013 року показ фільму триває 5 днів (0,7 тижня) і показ зібрав у прокаті у США 1,250,000 $ при бюджеті 30 млн $.